# 李鍾赫 (1997年)
李鍾赫 已正名 （1997年6月23日—），韓國男演員。2021年6月10日以網路劇《教科書上沒有的》出道。目前就讀於護理系並實習中，且出道前已完成兵役。

## 演出作品

### 電影
| 年份 | 片名            | 角色 | 性質 |
| 2022 | 《春日 (봄날)》 | 警察 | 配角 |

### 電視劇
| 年份 | 電視台 | 劇名         | 角色   | 性質   |
| 2022 | SBS    | 《Cheer Up》 | 成圭真 | 男配角 |

### 網路劇
| 年份 | 網路平台                                                                                      | 劇名                                     | 角色            | 性質   |
| 2021 | Bamboo Network官方Youtube （页面存档备份，存于）                                              | 《教科書上沒有的 (교과서엔 없습니다)》   | 韓周元 (한주원) | 主演   |
| 2021 | Imageband 官方Youtube                                                                         | 《燈下的羅曼史 (등잔 밑 로맨스)》        | 기연            | 男配角 |
| 2021 | tvN D官方Youtube （页面存档备份，存于）                                                       | 《Heart way (하트웨이)》                 | 이한길          | 主演   |
| 2021 | E.01 - E.10：WATCHA、콬TV官方Youtube （页面存档备份，存于） 播出 E.11 - E.22：WATCHA 獨家播出 | 《@帳號已刪除 (@계정을 삭제하였습니다)》 | 金成秀 (김성수) | 男配角 |
| 2023 | Heavenly Naver Series On Coupang Play                                                         | 《我們的模擬戀愛》                       | 李浣            | 主演   |
| 2023 | Wavve、Netflix                                                                                | 《清潭國際高等學校》                     | 徐道言          | 主演   |
| 2025 | Wavve、Netflix                                                                                | 《清潭國際高等學校2》                    | 徐道言          | 主演   |

## 音樂作品

### OST
| 發行日期   | 戲劇名稱                                               | 歌曲名稱 |
| 2023.08.07 | 《我們的模擬戀愛》 (The Story of Kitae and Wan) Part.1 | Romance  |

## 外部連結
- 李鍾赫的Instagram帳戶